# Czernidłak wielkopierścieniowy

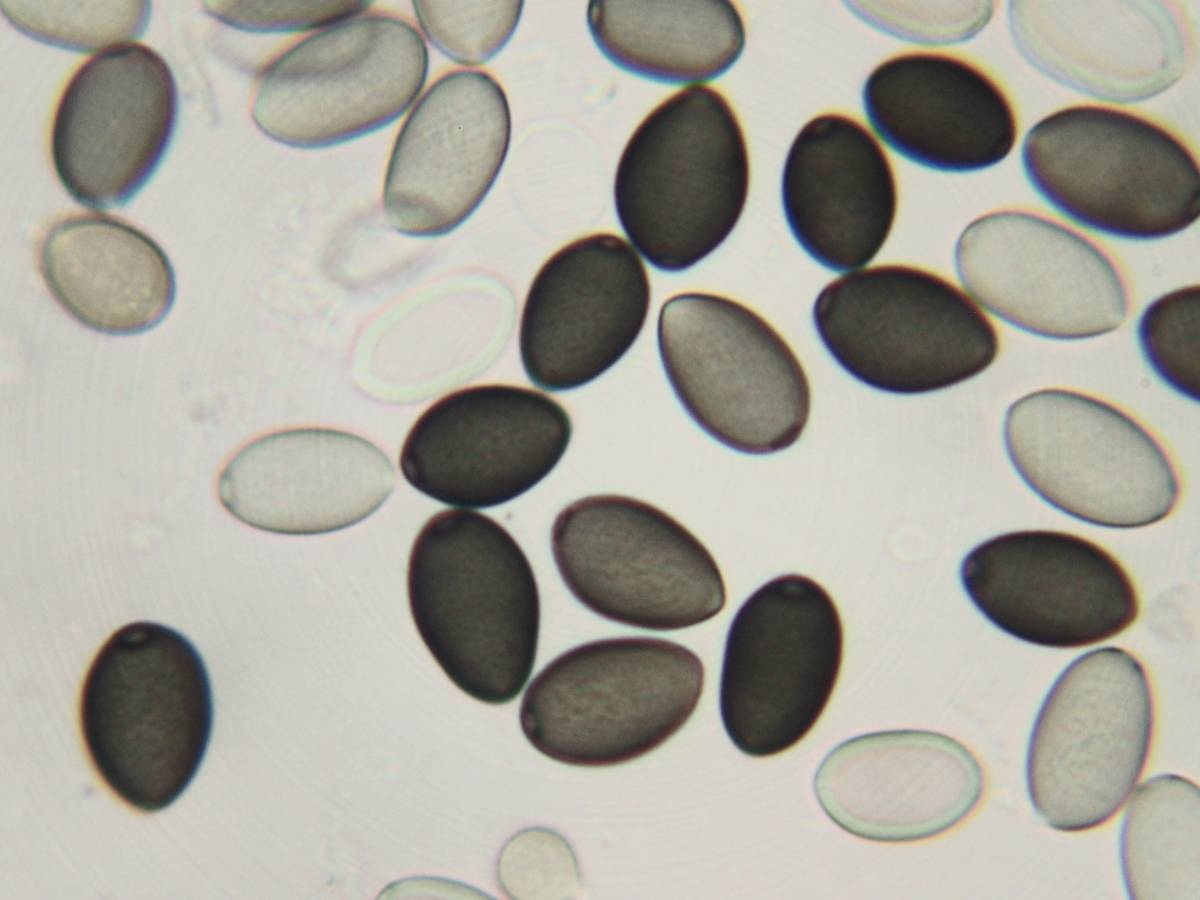
zarodniki

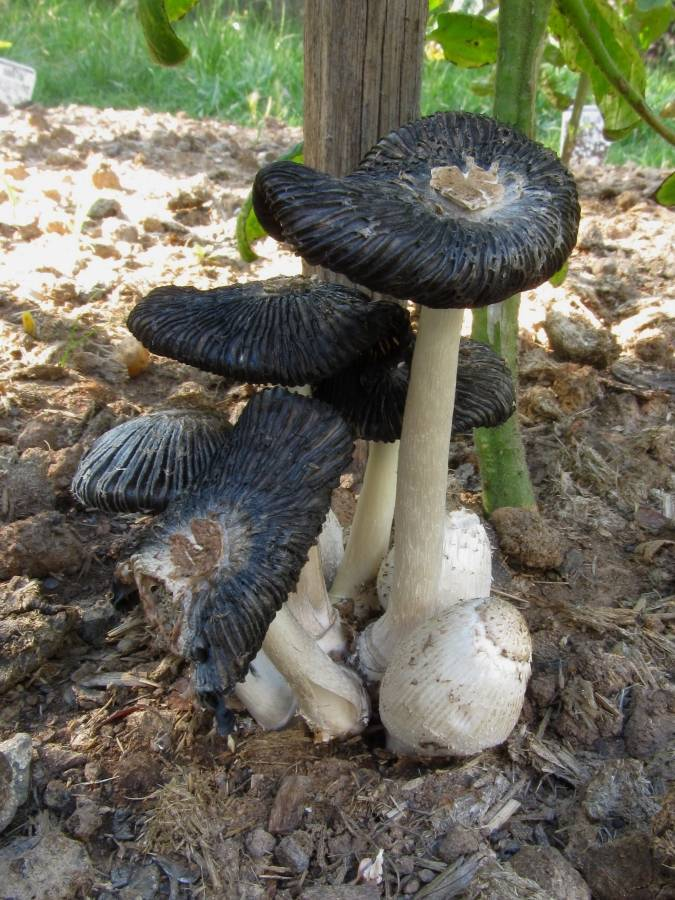

Czernidłak wielkopierścieniowy (Coprinus sterquilinus (Fr.) Fr.) – gatunek grzybów należący do rodziny pieczarkowatych (Agaricaceae).

## Systematyka i nazewnictwo
Pozycja w klasyfikacji według Index Fungorum: Coprinus, Agaricaceae, Agaricales, Agaricomycetidae, Agaricomycetes, Agaricomycotina, Basidiomycota, Fungi.
Po raz pierwszy takson ten zdiagnozował w roku 1821 Elias Fries nadając mu nazwę Agaricus sterquilinus. Obecną, uznaną przez Index Fungorum nazwę nadał mu w roku 1838 ten sam autor, przenosząc go do rodzaju Coprinus.
Synonimy:
- Agaricus oblectus Bolton 1792
- Agaricus sterquilinus Fr. 1821
- Coprinus oblectus (Bolton) Gray 1821
- Coprinus sterquilinus (Fr.) Fr. 1838 var. sterquilinus

Nazwę polską zaproponował Władysław Wojewoda w 2003 r., wcześniej (w 1830 r.) Józef Jundziłł opisywał ten gatunek jako bedłka gnojowa.

## Morfologia
Kapelusz
Młody ma kształt cylindryczno-eliptyczny, wysokość 3–6 cm i średnicę 2–2,5 cm.  Z wiekiem staje się stożkowaty, osiągając średnicę 7 cm. Brzeg początkowo jest przywarty do trzonu, potem gdy kapelusz rozchyla się, często ulega rozdarciu, skrzywieniu lub zapadnięciu. Powierzchnia prążkowana, włókienkowata i pokryta kłaczkowatymi resztkami osłony. Początkowo kapelusz jest biały, potem w miarę dojrzewania coraz ciemniejszy, w końcu czarny i rozpływający się.
Blaszki
Wolne, o szerokości do 7 mm, początkowo stłoczone, potem luźne. Początkowo białe, potem różowawe. Czasami rozwidlone.
Trzon
Wysokość 4–9 cm, grubość 0,6–1 cm. Jest zwężający się w kierunku wierzchołka, nabrzmiały lub bulwiasty u podstawy. Powierzchnia przylegająco włóknista, początkowo biaława, potem szara. Podstawa trzonu osłonięta resztkami białej osłony, czasami po osłonie tej pozostają tylko pierścienie na podstawie trzonu.
Miąższ
Biały, w kapeluszu o grubości do 3 mm na środku i 1 mm przy brzegu, bez wyraźnego smaku i zapachu.
Wysyp zarodników
Czarny. Zarodniki o średnicy 17,5–22,5 (25 × 11,0–13,5 × 9,5–11 µm, eliptyczne lub migdałowate, gładkie, ciemnobrązowe, pora rostkowa nieco ekscentryczna.

## Występowanie i siedlisko
Najwięcej stanowisk tego gatunku podano w Ameryce Północnej i Europie, poza tym znany jest jeszcze w Maroku, Chinach i Japonii. W Polsce do 2003 r. podano tylko jedno stanowisko (W. Wojewoda w Ogrodzie Botanicznym w Krakowie, 1996 r.). Znajduje się na Czerwonej liście roślin i grzybów Polski. Ma status E– gatunek wymierający.
Saprotrof. Sporadycznie pojawia się na substancjach organicznych; na oborniku, słomie i odchodach zwierząt roślinożernych.